# Saint Andrew (Guernsey)
Saint Andrew is een parish van het Britse kroondomein Guernsey.
Saint Andrew telt 2409 inwoners. De oppervlakte bedraagt 4,4 km², de bevolkingsdichtheid is 547,5 inwoners per km².
Castel · Forest · Saint Andrew · Saint Martin · Saint Peter Port · Saint Pierre du Bois · Saint Sampson · Saint Saviour · Torteval · Vale

Afhankelijkheden: Alderney · Sark